# Wien Atzgersdorf
Wien Atzgersdorf (niem.: Haltestelle Wien Atzgersdorf) – przystanek kolejowy w Wiedniu, w Austrii. Znajduje się w dzielnicy Liesing, w części zwanej Atzgersdorf. Położony jest na Südbahn. Zatrzymują się tutaj pociągi S-Bahn linii S2, S3 i S4.

## Transport publiczny
| Linia  | Trasa |
| ------ | --- |
| S2     | Mödling – Wien Atzgersdorf – Wien Meidling – Wien Matzleinsdorfer Platz – Wien Hauptbahnhof 1-2 – Wien Quartier Belvedere – Wien Rennweg – Wien Mitte – Wien Praterstern – Wien Traisengasse – Wien Handelskai – Wien Floridsdorf – Wolkersdorf – Mistelbach (– Laa an der Thaya)                                              |
| S3     | Wiener Neustadt Hauptbahnhof – Baden – Wien Atzgersdorf – Wien Meidling – Wien Matzleinsdorfer Platz – Wien Hauptbahnhof 1-2 – Wien Quartier Belvedere – Wien Rennweg – Wien Mitte – Wien Praterstern – Wien Traisengasse – Wien Handelskai – Wien Floridsdorf – Stockerau – Hollabrunn                                        |
| S4     | Wiener Neustadt Hauptbahnhof – Baden – Wien Atzgersdorf – Wien Meidling – Wien Matzleinsdorfer Platz – Wien Hauptbahnhof 1-2 – Wien Quartier Belvedere – Wien Rennweg – Wien Mitte – Wien Praterstern – Wien Traisengasse – Wien Handelskai – Wien Floridsdorf – Stockerau – Absdorf-Hippersdorf (– Tulln Stadt – Tullnerfeld) |
| 56A/B} | Hietzing U – Atzgersdorf – Maurer Hauptplatz |
| 60A}   | Bahnhof Wien Liesing – Maurer Hauptplatz – Atzgersdorf – Alterlaa U |
| 66A    | Bahnhof Wien Liesing – Atzgersdorf – Alterlaa U – Reumannplatz U |

## Linie kolejowe
- Südbahn